# 鈴木豊明
鈴木 豊明（すずき とよあき、生没年不詳）は、日本の元子役。

## 来歴・人物
劇団創作座に所属。1948年（昭和23年）に公開された佐々木啓祐監督映画『鐘の鳴る丘 隆太の巻』などに出演していることから、戦後の早い時期から俳優として活躍していた。主に東宝の作品に多く出演している。
1957年（昭和32年）に公開された松林宗恵監督映画『青い山脈 新子の巻』以降の出演作品が見当たらない。1995年（平成7年）に公開された『ゴジラvsデストロイア』の製作時に『ゴジラ』で山田新吉を演じた鈴木の消息を捜索したが突き止めることはできず、映像加工した写真で出演を果たすことになった。
初代『ゴジラ』に出演した当時は子役として活動する子供であったため、主な出演者の中では2025年現在において年齢的に存命の可能性がある唯一の人物としてファンの間でも健在かどうかについて注目が集まっている。

## 出演作品

### 松竹大船撮影所
全て製作は「松竹大船撮影所」、配給は「松竹」、全てトーキーである。
- 『鐘の鳴る丘 隆太の巻』[1]：監督佐々木啓祐、1948年11月29日公開 - 桂一[2]
- 『鐘の鳴る丘 修吉の巻』[1]：監督佐々木啓祐、1949年2月1日公開 - 桂一[3]
- 『鐘の鳴る丘 クロの巻』：監督佐々木啓祐、1949年12月公開 - 桂一[要出典]

### 東宝
全て製作・配給は「東宝」である。
- 『続思春期』[1]：監督本多猪四郎、1953年7月1日公開 - 松下善助
- 『さらばラバウル』[1]（『さらばラバウル 最後の戰闘機』）：監督本多猪四郎、1954年2月10日公開 - 矢田二飛曹
- 『ゴジラ』：監督本多猪四郎、1954年11月3日公開 - 山田新吉[1]
- 『驟雨』[1]：監督成瀬巳喜男、1956年1月14日公開 - そばや
- 『妻の心』[1]：監督成瀬巳喜男、1956年5月3日公開 - 店員B
- 『不良少年』[1]：監督谷口千吉、1956年6月1日公開 - 少年院の宏
- 『山と川のある町』[1]：監督丸山誠治、1957年2月12日公開 - 笹山
- 『青い山脈 新子の巻』[1]：監督松林宗恵、1957年10月27日公開 - 学生D